# Agnes Milowka
Agnes Milowka, właśc. Agnieszka Milówka (ur. 23 grudnia 1981 w Częstochowie, zm. 27 lutego 2011) − australijska nurek jaskiniowa pochodzenia polskiego, badaczka i odkrywczyni.

## Życiorys
Agnieszka Milówka ukończyła studia na australijskich uniwersytetach w zakresie archeologii morskiej (Flinders University, 2007),
biznesu, marketingu i organizacji produkcji artystycznych (Victoria University, 2008), historii i sztuki (University of Melbourne 2005). Prezydent klubu nurkowego przy Uniwersytecie Melbourne (MUUC) w latach 2003 do 2005.
Pracowała jako naukowiec i nurek w kilku znaczących projektach naukowych związanych z archeologią podwodną.
W czasie ekspedycji koordynowanej przez Wiktoriańskie Towarzystwo Speleologiczne w 2009 z Jamesem Arundale'em przedłużyła system podziemnej rzeki Elk River o ponad 1,4 km, który po kolejnych odkryciach został uznany za najdłuższym taki system w Wiktorii.
W 2009 w czasie wyprawy do jaskiń Cocklebiddy (Australia) osiągnęła środkowy punkt linii położonej przez Craiga Challena w 2008, będący rekordem na przebycie najdłuższej jaskini w Australii przez kobietę.
Pracowała jako podwodny asystent dla produkcji filmowej Water's Journey japońskiego kanału telewizyjnego (Channel Japan TV Asahi & Karst Productions).
Brała udział jako podwodny asystent w specjalnej ekspedycji prowadzonej na zlecenie kanału telewizyjnego National Geographic (Nova TV Special) do błękitnych studni głębinowych na Karaibach (grudzień 2008), która poprzedzała australijską wyprawę w poszukiwaniu podobnych dziur w stanie Queensland w Australii (październik 2009).
W 2009 pracowała jako asystent fotografa w czasie wyprawy do jaskiń Karaibów (Bahamas Caves), co zaowocowało opublikowaniem kilku z jej zdjęć na stronach National Geographic. Jej podwodne zdjęcia stanowią (od roku 2007) część biblioteki multimedialnej popularnego oprogramowania do tworzenia stron internetowych WebEasy Professional, jednego z przodujących na świecie producentów oprogramowania Avanquest Software.
W 2010 w czasie pracy i pobytu na Florydzie (Stany Zjednoczone) położyła ponad 4 kilometry nowej linii w systemie podwodnych jaskiń, z których najbardziej znaczącą była jaskinia Mission Spring. W sierpniu 2010 razem z Jamesem Tolandem dokonała połączenia jaskiń Peacock Springs and Baptizing Spring (Floryda, USA), otwierając nowe przejście o długości ponad 3 kilometrów.
Brała udział jako prezenter i edytor w produkcji telewizyjnej serii „AMP” (Agnes Milowka Project, 2010), który zawiera podwodne zdjęcia filmowe wykonane przez Wesa Skilesa, reżysera i filmowca.
Była popularyzatorem nurkowania jaskiniowego, brała udział jako wykładowca i prezenter w wielu konferencjach poświęconych technicznemu nurkowaniu, m.in. OZTek 2009, EuroTek 2010.

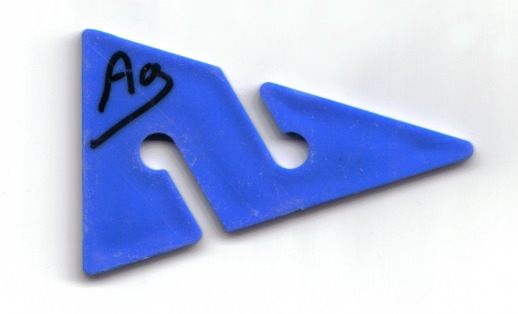
Znacznik jaskiniowy Agnieszki Milówki

Zagrała jako kaskader w filmie Jamesa Camerona Sanctum, zastępując w podwodnych zdjęciach obie główne bohaterki akcji filmowej, i pracowała jako instruktor nurkowania w czasie produkcji filmowej.
W 2011 została nominowana ambasadorem znanej na całym świecie firmy oferującej sprzęt nurkowy Dive Rite Ambassador.
Jej ostatnią pracą było przygotowanie produkcji artystycznego filmu dla domu mody Trimapee (Melbourne, London) w części zdjęć wykonywanych pod wodą na głębokości pięciu metrów przez aktorów nieobeznanych z nurkowaniem. Film został zadedykowany jej pamięci.
Zginęła w czasie ekspedycji do nieznanej części jaskini Tank Cave w Południowej Australii 27 lutego 2011.
W uznaniu zasług i osiągnięć Agnieszki Milówki firma konsultingu sportowego Mummu Media powołała w marcu 2011 nagrodę jej imienia Agnes Milowka Memorial Environmental Science Award dla szkół z ograniczonym dostępem do grantów badawczych, realizujących programy naukowe i eksploracyjne o tematyce morskiej.
W maju 2011 Agnes Milowka otrzymała nagrodę Exploration Award, w uznaniu zasług dla amerykańskiego towarzystwa speleologicznego (NSS-CDS).
Kilka nowo odkrytych jaskiń w Australii zostało nazwane ku jej pamięci: „Ag's Dreamtime Passage” w podwodnym systemie Olwolgin w regionie Nullarbor Plain, „Agnes Chamber” w systemie jaskiń Davis, Bats Ridge, w Wiktorii i „Milowka Canal” w kanałach rzeki Elk w Wiktorii, których penetrację zainicjowała w 2009 roku. Agnieszka Milówka została upamiętniona w trakcie uroczystości wręczanie nagród przez Australian Academy of Cinema and Television Arts, 2011 AACTA, jak również przez nadanie jej imienia gwiezdnemu statkowi kosmicznemu A.W.S. Milowka w popularnej fantastycznonaukowej serii komiksowej Crimson Dark.

## Publikacje
Agnieszka Milówka jest autorem szeregu publikacji na tematy podwodnej eksploracji, badań i technicznego nurkowania:
- Heaven is a place on earth[23]
- Why Ginnie and I are like peas and carrots[24]
- Virgin Territory: Devil's Eye past the restriction[25]
- Mission Spring[26]
- Cave diving in Victoria: Exploration of the Elk River streamway (co-authored with Jim Arundale)[27]
- In the heart of Tiger's Eye[28]
- Deep holes in the ground that will blow your mind: Bahamas[29]
- Virgin Territory: Devil's Eye Cave System Beyond Restriction[30]
- Deep Holes. Unraveling The Mysteries Of The Bahamas[31]
- Mission Spring Exploration[32]
- The Elk River Streamway: A hump to a sump[33]
- Eye of the Tiger: On expedition in Tassie[34]